# Gustav von Franck

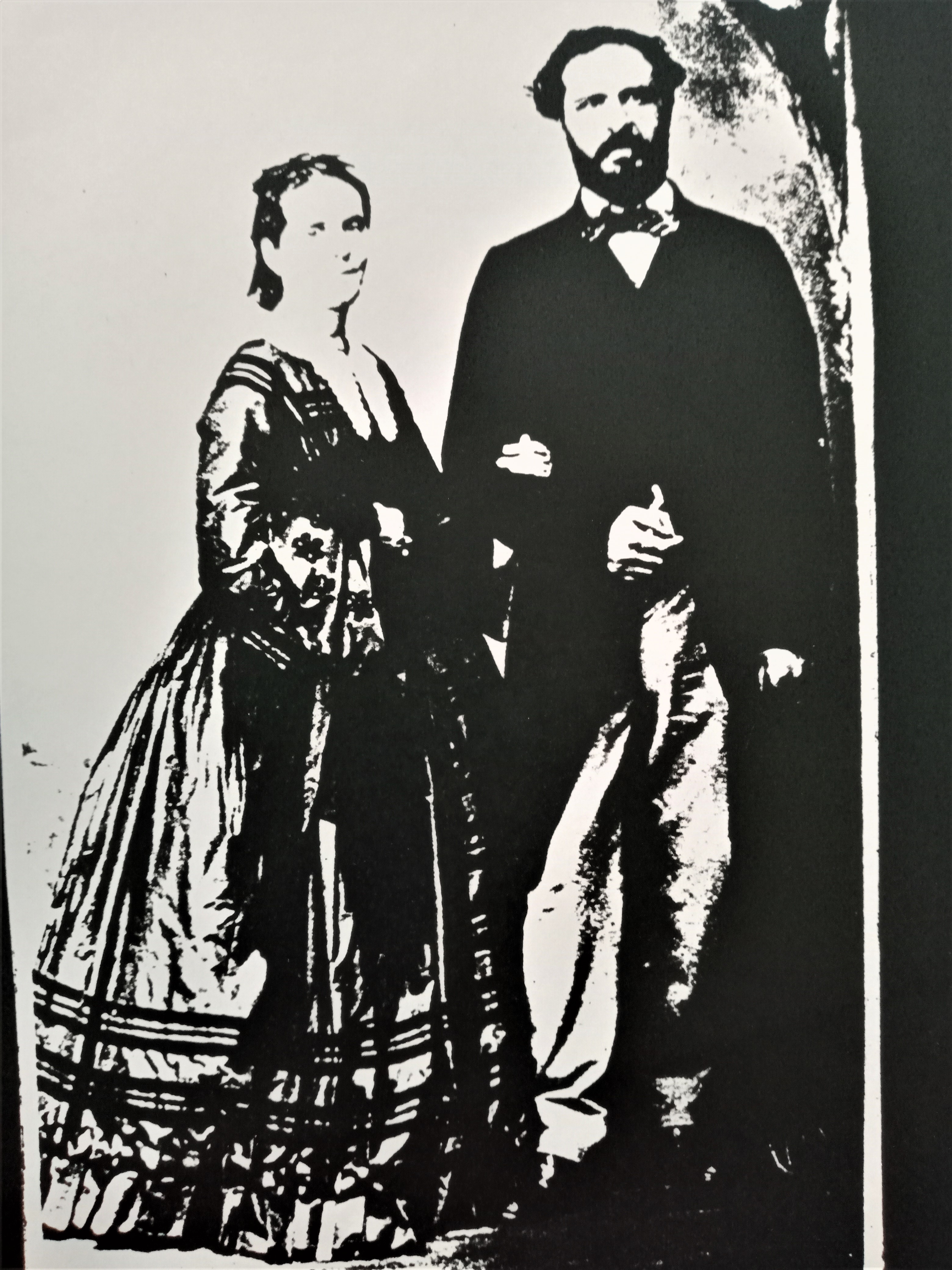
Gustav und Sophie von Franck, London

Gustav Ritter von Franck, Pseudonym: Dr. Fran(c)k, G. F. Rank, (* 22. März 1807 in Wien; † 8. Januar 1860 in London) war ein österreichischer Schriftsteller, Herausgeber und Maler.

## Leben und Werk
Gustav Ritter von Franck wurde als Sohn des Bankiers, Kaufmanns und niederösterreichischen Landstands Johann Jakob Ritter von Franck und dessen Frau Anna Maria, geborene Graumann, am 22. März 1807 in Wien geboren. 
Die Familie von Franck stammte väterlicherseits aus dem damals in der schweizerischen Eidgenossenschaft gelegenen Mülhausen. Gustavs Großvater, Johann Jakob Franck, Patrizier und Mitglied des großen Rates der Stadt Mülhausen, vermählte sich am 8. November 1771 mit der dreizehn Jahre jüngeren Rosina von Fries, Tochter des Freiherrn Philipp von Fries, dessen Bruder Johann von Fries als einer der reichsten Männer seiner Zeit galt. Johann Jakob Franck wanderte mit seiner Gemahlin nach Österreich aus und kaufte sich dort in den Tabakhandel ein. Dafür wurde er von Kaiserin Maria Theresia in den Ritterstand erhoben. Von nun an durften Johann Jakob und alle seine Nachkommen den Titel 'von Franck' und ein ritterliches Familienwappen führen.
Francks Vater, der Großhändler, Bankier und Kunstliebhaber Johann Jakob von Franck, erbte nicht nur den Titel des Großvaters, sondern auch dessen Vermögen. Das Haus derer von Francks galt seiner Zeit als Mittelpunkt geistigen Verkehrs in Wien. Literaten und Musiker gingen ein und aus, darunter auch Ludwig van Beethoven, der sich während seiner Aufenthalte in Wien unter den Gästen befand. Er galt nicht nur als gern gesehener Gast bei der Familie Von Franck, sondern war zugleich Freund der damals bekanntesten Pianistin Wiens, der Baronin Dorothea von Ertmann, Gustavs Tante mütterlicherseits. Beethoven widmete ihr die Sonate A-Dur, Opus 101.
Gustav von Franck promovierte 1829 in Padua zum Doktor der Rechte (Dr. jur.). Finanziell unabhängig, nach dem früh erfolgten Tode seines Vaters, übte er nur wenige Monate den Beruf eines Advokaten aus, um dann ausschließlich als Schriftsteller und Herausgeber tätig zu sein. Zu seiner literarischen Produktion zählen vor allem Theaterstücke, Komödien und Tragödien, Gedichte, ein autobiographischer Roman, journalistische Texte als auch revolutionäre Schriften. 
Während seiner Tätigkeit als Theaterdirektor am Deutschen Theater in Pest (heute ein Teil von Budapest) lernte er 1842 seine zukünftige Ehefrau, die Opernsängerin Sophie Wirnser, kennen, die ihm 1844 eine Tochter, Melanie von Franck, schenkte. Wegen seiner revolutionären Tätigkeit im Jahre 1848 musste er aus Österreich fliehen und versuchte in Leipzig als Herausgeber der Zeitung Wiener Boten Fuß zu fassen. Unter dem Vorwand eines Presseprozesses wurde er verhaftet und es drohte ihm die Auslieferung an Österreich. Mit Hilfe seiner Frau Sophie gelang ihm die Flucht aus dem Leipziger Gefängnis. 
Über Holland floh er nach England und ließ sich in London nieder. Dort begann er, als Zeichenlehrer und Porträtmaler seine Existenz zu sichern. Ein Jahr später folgten ihm seine Frau und Tochter ins Exil nach. Franck gelang es nach anfänglichen Schwierigkeiten, sich einen Ruf als Theaterautor zu machen. In Zusammenarbeit mit William und Robert Brough führte er zwei Komödien am Haymarket Theatre und am Lyceum Theatre auf. Zeitgenössische Kritiken zeugen vom Erfolg der Stücke A Tale of a Coat und Kicks and Halfpence. Franck war außerdem Gründungsmitglied des noch heute existierenden Savage Club am Whitehall Place in London.
Am 8. Januar 1860 verstarb Gustav von Franck plötzlich und unerwartet, jedoch nicht, wie in einigen Literaturlexika verzeichnet, durch Selbstmord, sondern an einer organischen Krankheit. Seine letzte Ruhestätte fand er auf dem Brookwood Cemetery.
Gustavs Familie kehrte drei Jahre später, im Jahre 1864, über Frankreich nach Deutschland zurück. Ein Teil der Franckschen Familie zog von Wien nach Graz, unter anderen Moritz Ritter von Franck (Bürgermeister von Graz) und Alfred Ritter von Franck (Kunstmaler, Professor der Künste). Sein ältester Bruder Karl starb 1867 in Paris.
Weitere Familienmitglieder der Familie Ritter von Franck:
Eltern:
- Johann Jacob von Franck
- Anna von Franck, geb. Graumann

Geschwister:
- Karl von Franck
- Alfred Ritter von Franck
- Julius von Franck
- Edmund von Franck
- Mathilde von Leber, geb. Von Franck
- Robert von Franck

Ehefrau:
- Sophie von Franck, geb. Wirnser

Tochter:
- Melanie Wickertsheim, geb.Edle von Franck

Tante:
- Dorothea von Ertmann, geb. Graumann

Cousin:
- Moritz Ritter von Franck

## Werke
- Gedichte, Gedichtband. Wien: Sollinger, 1828.
- König Edwards Söhne. Trauerspiel in drei Aufzügen. Leipzig: Brockhaus, 1835.
- Belisar. Lyrische Tragödie. Wien: Gerold, 1836
- Dramatische Zeitbilder. Zwei Schauspiele. Leipzig: Wigand, 1837.
- Taschenbuch dramatischer Originalien. Leipzig: Brockhaus, 1837–1842.
- The Tale of a Coat. Lustspiel. London 1858.
- Kicks and Halfpence. Lustspiel. London um 1858.
- Mitteilungen aus den Papieren eines Wiener Arztes. Leipzig: Wigand, 1864.

## Herausgeber
- Taschenbuch dramatischer Originalien. Brockhaus, Leipzig 1837–1842
- Wiener Zeitschrift für Kunst, Literatur, Theater und Mode. Wien 1845–1847.
- Wiener demokratisches Bürgerblatt. Wien 1848.
- Die Wiener Boten. Leipzig 1848.